# 佩施錫芬河
50°43′39.11″N 7°10′49.76″E / 50.7275306°N 7.1804889°E
佩施錫芬河（德語：Peschsiefen），是德國的河流，位於該國西部，處於北萊茵-威斯特法倫州，屬於安克巴赫河的支流，河道全長1.1公里，流域面積0.7平方公里。